# British Empire Range
Der British Empire Range ist ein Gebirgszug auf der Ellesmere-Insel in Nunavut, Kanada. Der Gebirgszug ist einer der nördlichsten auf der Welt und bildet einen Teil der Arktischen Kordillere.

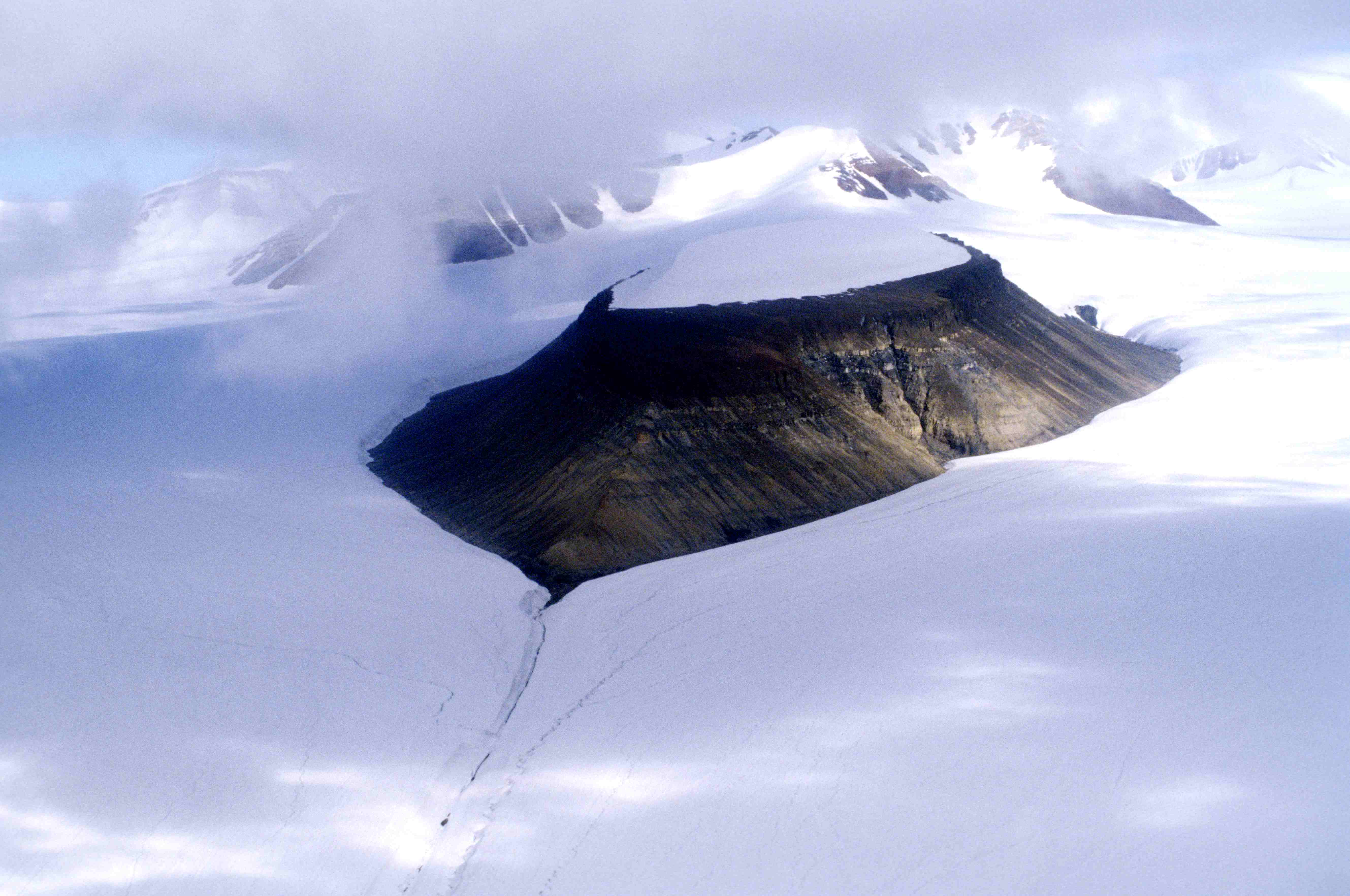
Nunatak der British Empire Range

Den höchsten Punkt der British Empire Range stellt mit 2616 Metern der Barbeau Peak dar, der 1967 erstmals bestiegen wurde. Die Gebirgskette erhielt ihren Namen im Frühjahr 1935 durch Gordon Noel Humphreys während der von ihm geleiteten Oxford University Ellesmere Land Expedition. 
Einige der höchsten Gipfel:
| Gipfel             | Höhe (m) |
| ------------------ | -------- |
| Barbeau Peak       | 2.616    |
| Mount Whisler      | 2.520    |
| Arrowhead Mountain | 2.080    |
| Highpointer Peak   | 1.680    |